# 3213 Smolensk
För andra betydelser, se Smolensk (olika betydelser).
3213 Smolensk eller 1977 NQ är en asteroid i huvudbältet som upptäcktes den 14 juli 1977 av den rysk-sovjetiske astronomen Nikolaj Tjernych vid Krims astrofysiska observatorium på Krim. Den har fått sitt namn efter den ryska staden Smolensk.
Asteroiden har en diameter på ungefär 17 kilometer och den tillhör asteroidgruppen Themis.